# Nadaïsme
Het nadaïsme (Spaans: nadaísmo) was in de periode 1960-1965 een literaire filosofische stroming die in Colombia was ontstaan. Het nadaïsme was een substroming van het dadaïsme en het surrealisme en nauw verwant aan het nihilisme. 

## Ontwikkeling en betekenis
Het nadaïsme verzette zich tegen de traditionele cultuur en samenleving en had als motto "No dejar una fe intacta ni un ídolo en su sitio". Hoewel deze stroming tegelijkertijd opkwam met andere avant garde-bewegingen in Latijns-Amerika, was zij een van de weinige tegen de traditionele cultuur gekante stromingen die in Latijns-Amerika zelf was ontstaan. 
Representatieve figuren binnen de stroming waren Gonzalo Arango, bedenker van de stroming en schrijver van De la Nada al Nadaísmo, en Fanny Buitrago, een belangrijk schrijver in die tijd. Muziekgroepen die de cultuurstroming steunden, waren onder andere Los Speakers, Los Young Beats en Los Yetis, drie toonaangevende bands in de geschiedenis van de Colombiaanse rock. 